# SCR 1138-7721
SCR 1138-7721 is een rode dwerg met een spectraalklasse van M5.0V. De ster bevindt zich 27,33 lichtjaar van de zon.